# Frihed og Folkestyre
Frihed og Folkestyre var en dansk anti-kommunistisk organisation, oprettet i 1955 af bl.a. Jørgen Hagel, Arne Sejr, Ole Stæhr og Hans Edvard Teglers. 
Organisationen udgav en række brochurer og bøger, flere i samarbejde med Atlantsammenslutningen, samt flere tidsskrifter, hvoraf International Analyse, der udkom fra 1960 til organisationens ophør i 1972, formentlig er det mest kendte. 
Desuden arrangerede organisationen studierejser, foredrag og kursusvirksomhed.